# Acide docosanedioïque
L'acide docosanedioïque ou acide phellogénique est un acide dicarboxylique saturé de formule semi-développée HOOC(CH2)20COOH.
C'est un acide α,ω-dicarboxylique où les groupes méthyle de la chaîne linéaire docosane ont été oxydés en acides carboxyliques correspondants.
Ce composé est principalement utilisé en chimie organique, notamment comme précurseur d'un dérivé de la phosphocholine à l'activité antifongique.